# ルイ・デュボア
ルイ・デュボア（Louis Dubois、1830年12月13日 - 1880年4月28日）は、ベルギーの画家である。旧来のアカデミック美美術から写実主義のスタイルへの移行を目指した美術家集団、自由美術協会の創立会員の一人であった。

## 略歴
ブリュッセルで生まれた。1648年から1851年の間、ブリュッセル王立美術アカデミーでフランソワ＝ジョセフ・ナヴェスに学んだ。 
パリに出て、フランスのアカデミック美術の画家、トマ・クチュール（1815-1879）の工房で学び、パリではフェリシアン・ロップス（1833-1898）やシャルル・エルマン（1839-1924）、コンスタンタン・ムーニエ（1831-1905）といったベルギー出身の画家たちと知り合った。
ブリュッセルに帰国した後、1857年の展覧会に初めて出展した。1860年にデュボアの作品として最も有名な「コウノトリ(Les Cigognes)」に描かれ、この作品はベルギー王立美術館に収蔵された。
1868年に設立された自由美術協会(Société Libre des Beaux-Arts)の創立会員になった。 評論活動も行い、1871 年に創刊されました自由美術協会の機関紙、「L'Art Libre」に時代遅れのアカデミック美術を批判する評論を寄稿した。1870年代に姓のデュボアに対応するオランダ語である"Hout"のペンネームで雑誌「L'Art Universel」などに美術評論や画家の伝記などを寄稿した。
1880年にブリュッセルで呼吸疾患のため49歳で亡くなった。

## 作品

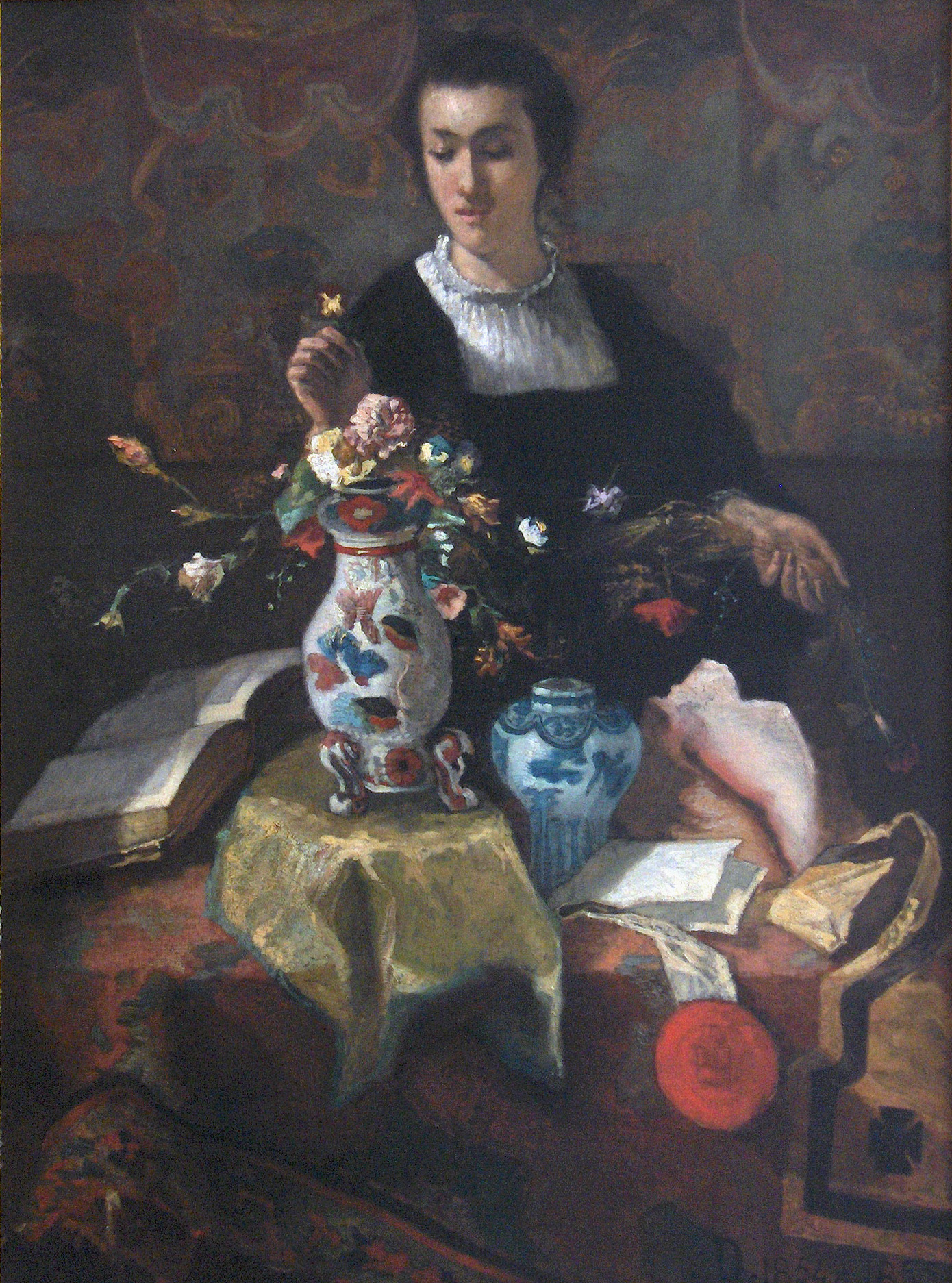
花束を持つ夫人（1854/1855) ベルギー王立美術館
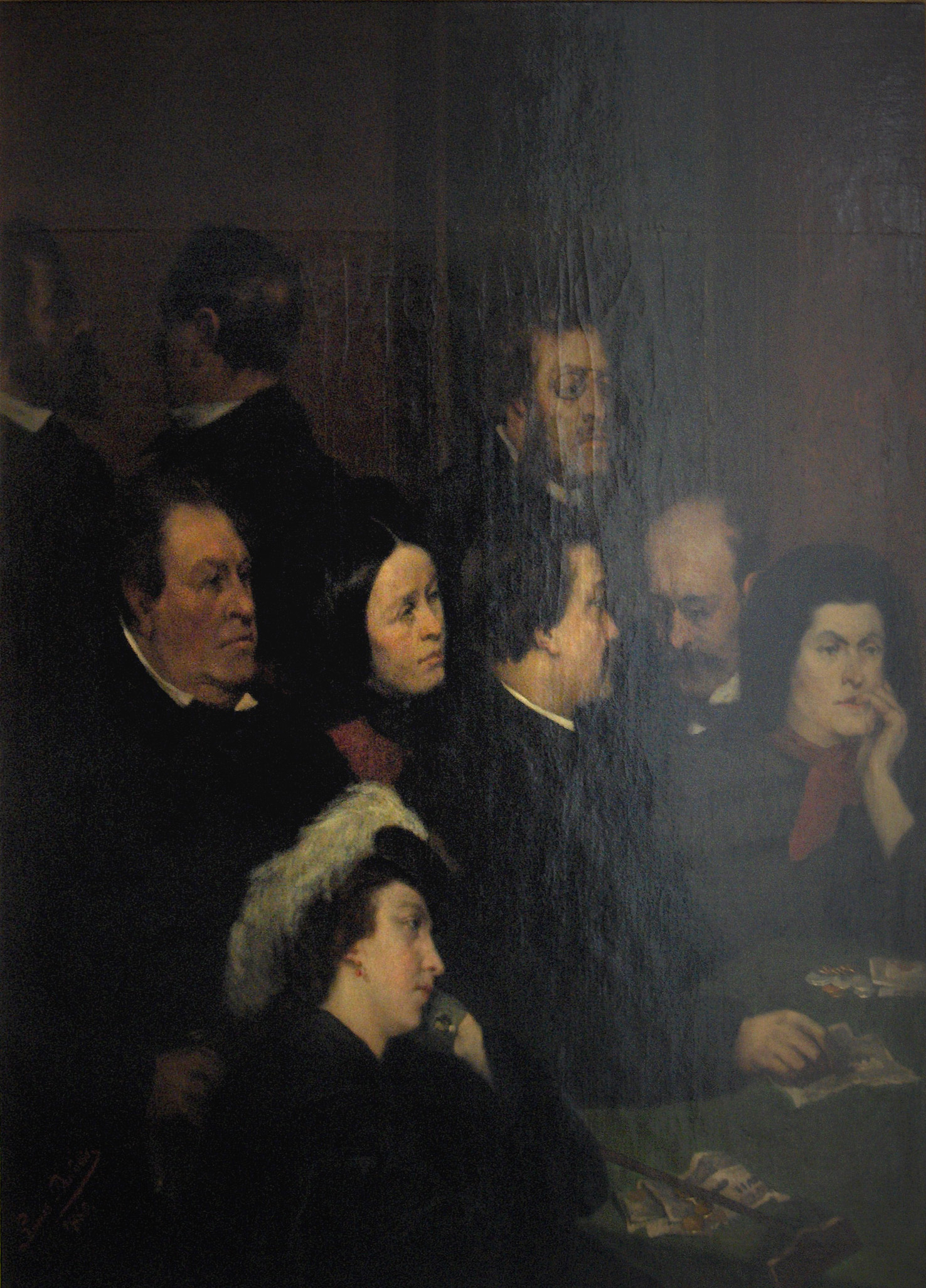
ルーレット (1860) ベルギー王立美術館
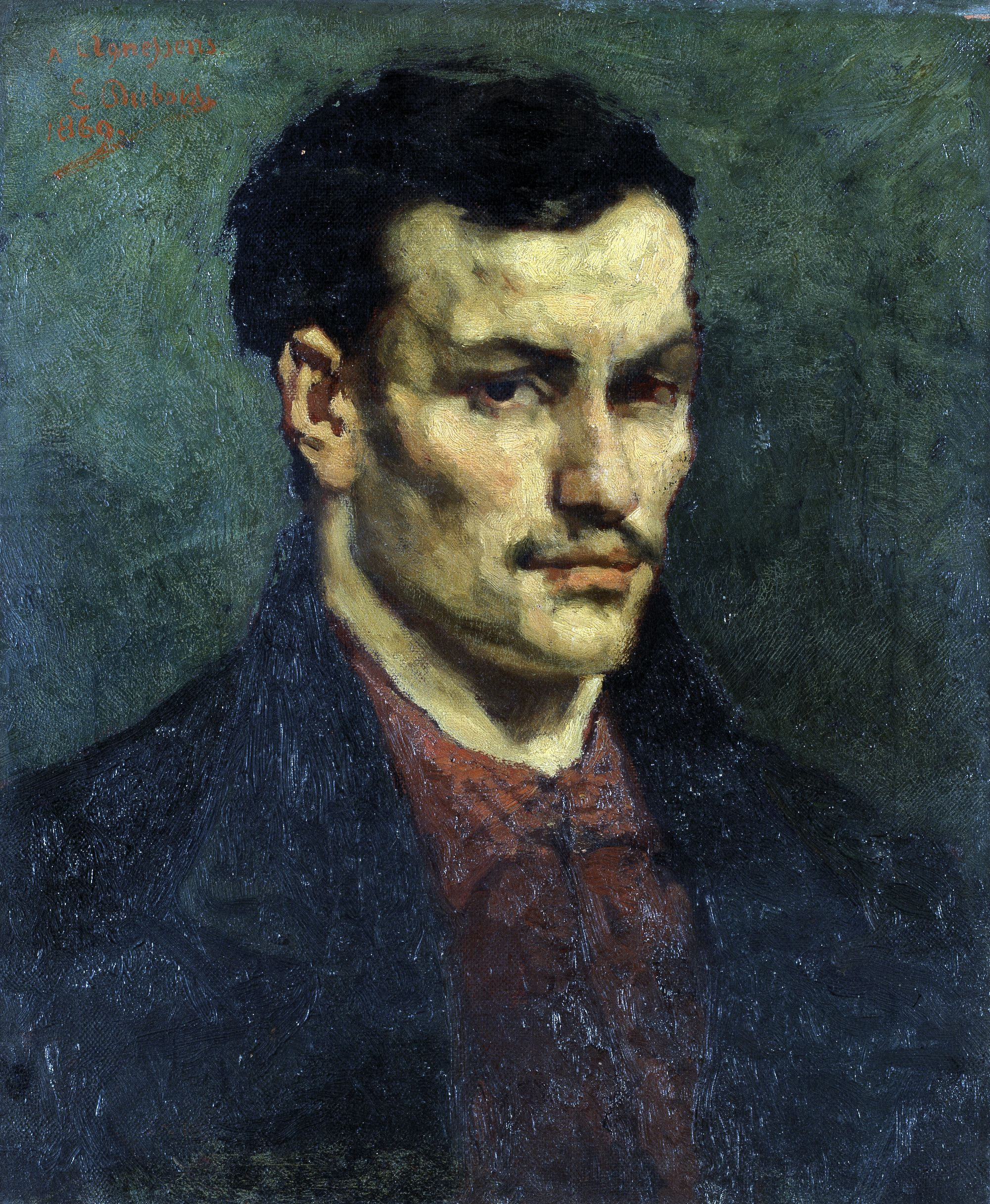
人物画習作 (1869) ヘント美術館
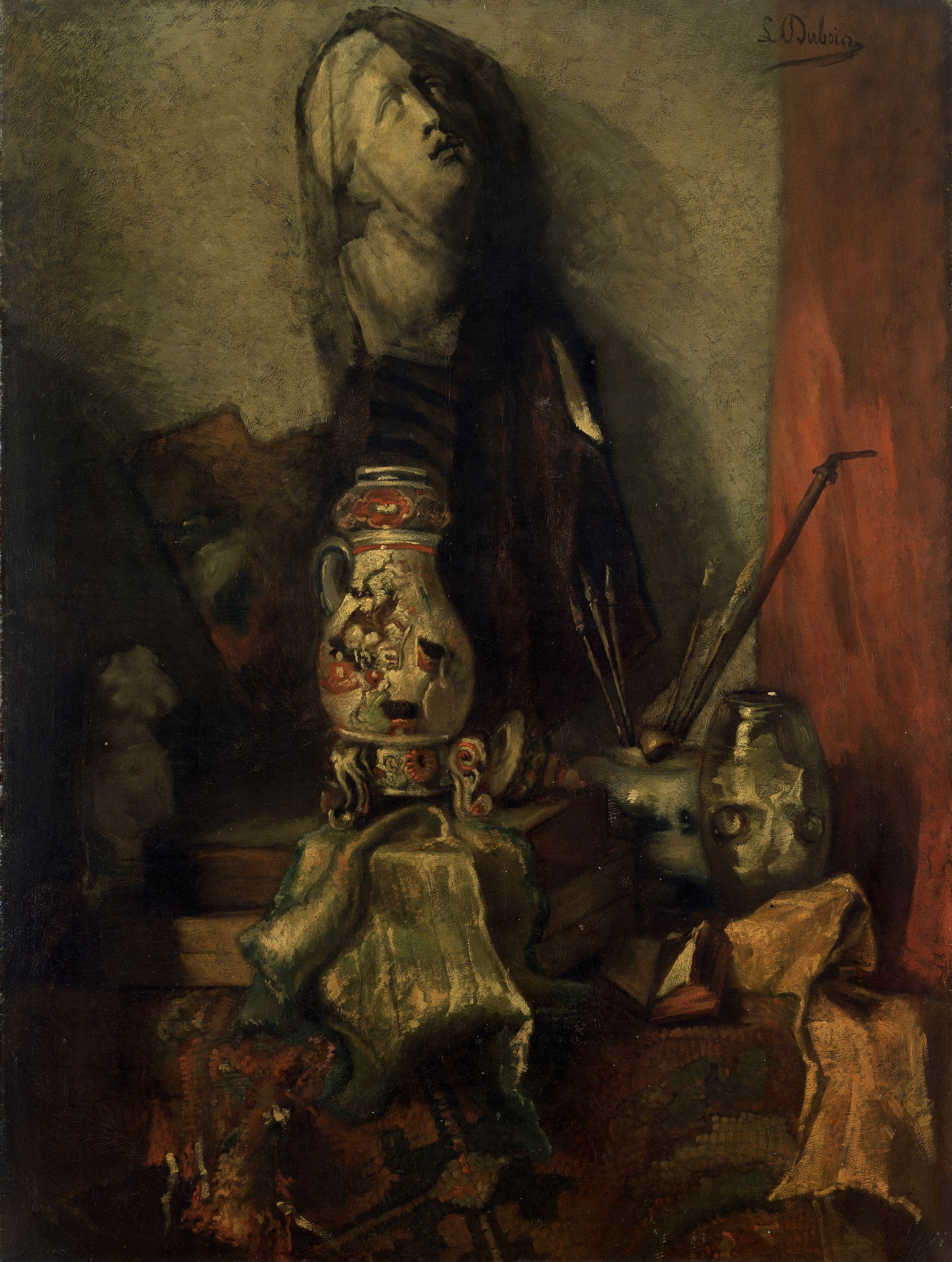
静物画

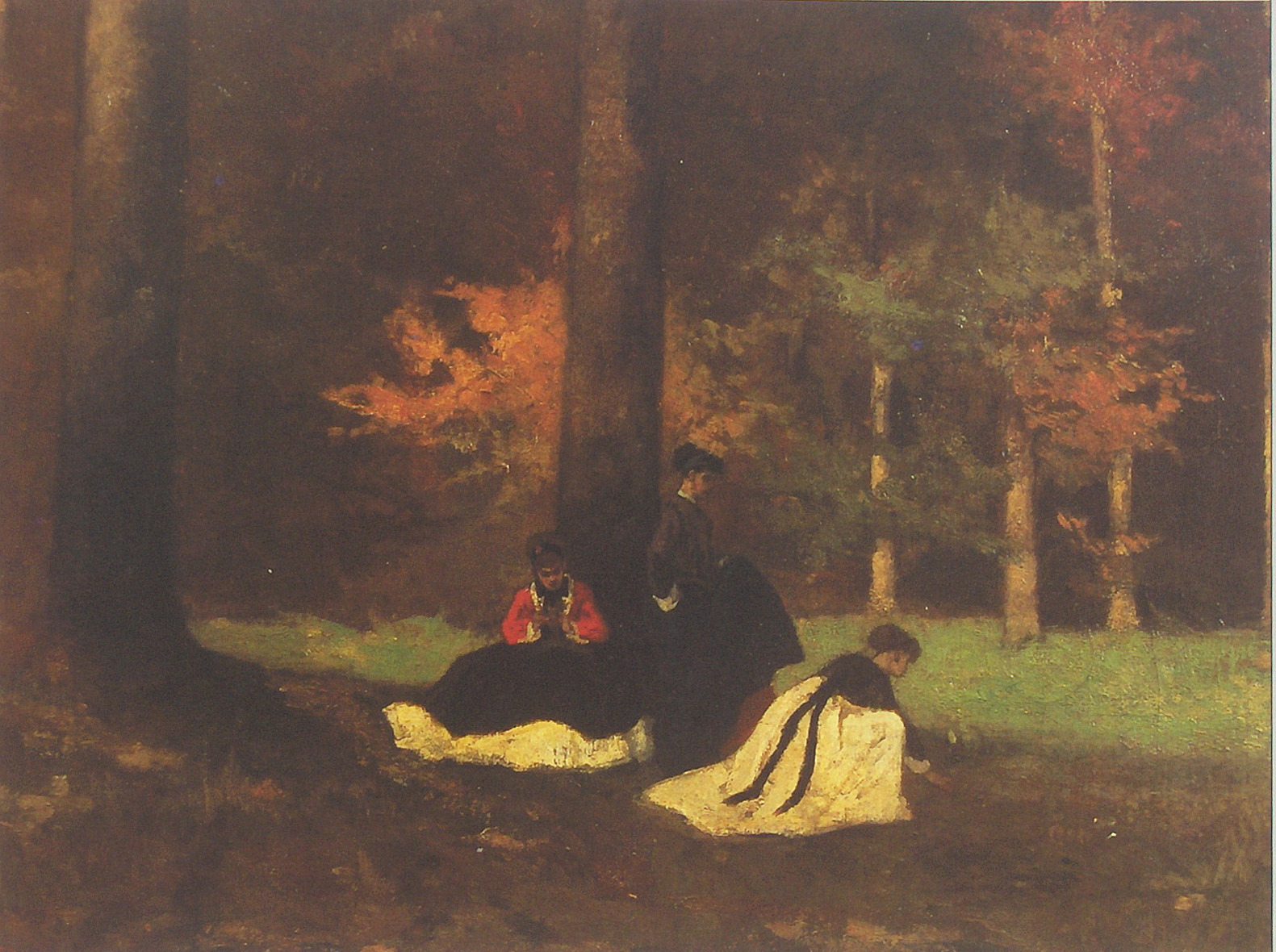
秋の森の風景
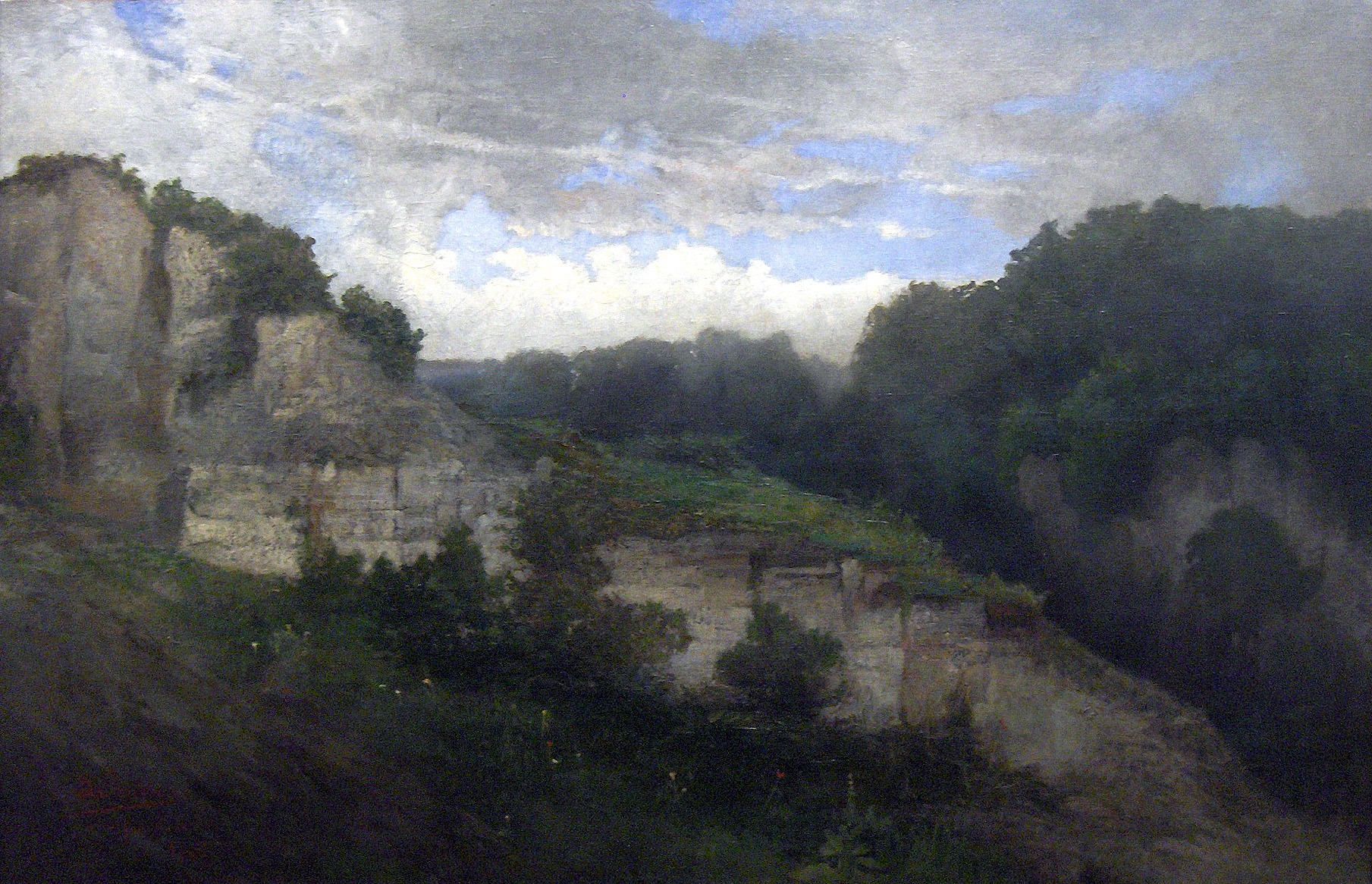
De Hoogten van Beez (1861) ベルギー王立美術館
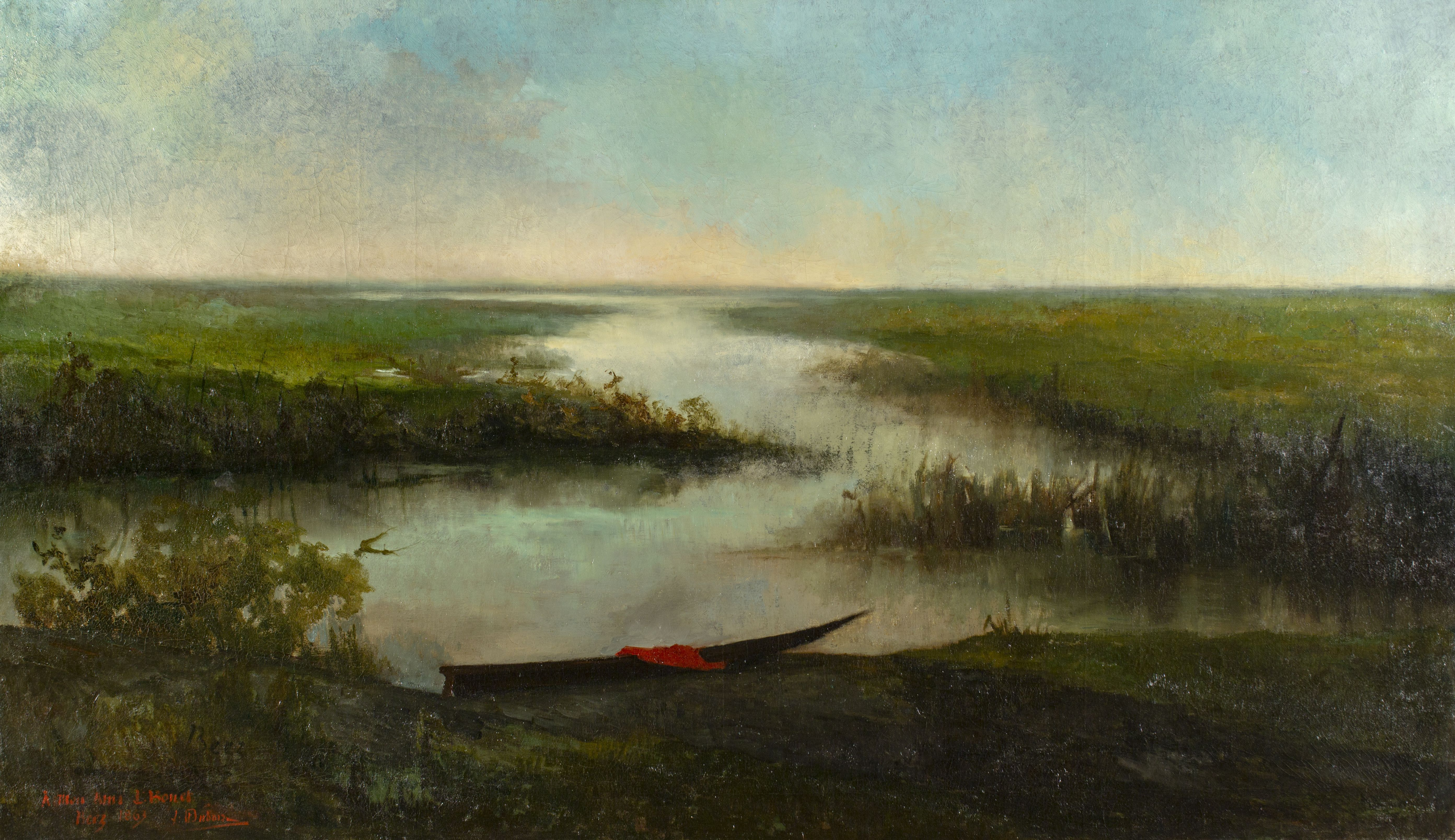
湿原の風景 ヘント美術館